# 레네 뉘스트룀
레네 뉘스트룀(Lene Nystrøm, 1973년 10월 2일 ~ )은 노르웨이의 가수로, 음악 그룹 아쿠아의 일원으로도 활동한 경력을 갖고 있으며 덴마크 출신의 가수이자 아쿠아의 같은 일원인 쇠렌 라스테드에게 2001년부터 2017년까지 이혼한 경력이 있으며 그러나 이혼 이후에는 노르웨이 출신의 쇠렌 라스테드은 아쿠아를 계속 하기로 하였다.
아쿠아가 처음 결성될 당시에는 엄청나게 요란한 복장에 헤어스타일도 매일 바뀌는 등 매우 산만한 패션으로 외모를 하고 다녔으며 헤어 컬러링을 매일 했기 때문에 머리카락 색깔이 자주 바뀌었다. 비슷하게 엄청난 미남, 미녀라는 이유와 같은 노르웨이 국적이라는 점 등으로 인해 1998년에 본의 아니게 그녀보다 14살이나 연상인 아하의 보컬인 모르텐 하르케와 열애설이 생겼다. 레네 뉘스트룀 본인은 이로 인한 피해가 거의 없었으나 모르텐 하르케는 이 열애설 때문에 이혼당했다.